# エヴォルヴィンフットボールフィールド
エヴォルヴィンフットボールフィールド（英: Evolvin FOOTBALL FIELD）は、2023年7月に完成した広島県福山市にある人工芝サッカーグラウンドを中心とするスポーツ施設。主に福山シティFCの練習場として利用されているが、一般利用もできる。
福山港の奥、手城東公園サッカー場から入江大橋を挟んで南東側に位置する。土地は福山市が所有、施設は一般社団法人福山シティクラブが建設し運営管理、命名権を株式会社ファーストクリエート（引野町）が取得している。

## 建設の経緯
ここにはかつて、福山市初の下水処理場であり1966年から一部供用開始した新浜処理場（新浜浄化センター）があった。老朽化に伴い2014年に廃止され、その後施設は撤去され整地された（一角には県営の芦田川流域下水道新浜ポンプ場が残る）。2020年には新型コロナウイルスまん延を受けて、一時的にドライブスルー方式のPCR検査場に用いられていた。
福山市は跡地利用を模索する中で2022年プロポーザル方式で民間に活用案を募った。これに福山シティFCを運営する一般社団法人福山シティクラブがサッカーグラウンドを整備する計画案で応募し借受者に選定された。2022年11月福山シティFCは福山市との契約とともに整備計画を公表、工事費は約3億円を見込みそれを金融機関からの借入やクラウドファンディングなどで調達するとし、あわせて福山市引野町に本社を置く総合建設業・飲食・福祉・教育・スポーツ事業などを手がける株式会社ファーストクリエートとネーミングライツ契約を締結し、同社のシミュレーションゴルフ練習場の商号を冠した「エヴォルヴィンフットボールフィールド」の名に決定した。施工は株式会社ファーストクリエート系列の松原組。
2023年完成、同年7月30日中国サッカーリーグ福山シティFC対NTN岡山サッカー部戦が杮落としとなった。

## 施設
105m×68mのメイングラウンド（サッカーコート）はロングパイル人工芝が敷設され、西側に180席の観客席を備える。サッカーコートの東側は関係者専用エリアとなっており、一般の立ち入りは不可。
その他、以下の施設が備えられており、サッカーコートも含めて一般利用も可能。
- フットサルコート： 縦40m×横20m（ロングパイル人工芝）
- サブコート : 縦60m×横21m（ロングパイル人工芝）
- 3x3コート : 縦11m×横15m
- クラブハウス
  - ロッカールーム
  - トレーニング&メディカルルーム
  - シャワールーム
  - ミーティングルーム
- （有料）駐車場 : 87台

## 交通
- バス
  - 中国バス曙循環線「新浜一丁目」バス停下車、徒歩約10分
  - 中国バス曙循環線「曙町四丁目」バス停下車、徒歩約11分
- 車
  - 福山駅から約10分
  - 山陽自動車道福山東ICから約8分